# Mehrrechner-Datenbanksystem
Ein Mehrrechner-Datenbanksystem (abgekürzt MRDBS) wird im Gegensatz zu „Einrechner-DBS“ nicht auf einem zentralen System, sondern auf mehreren Systemen (Rechnern) ausgeführt, um Parallele Datenbanksysteme und Verteilte Datenbankmanagementsysteme zu realisieren, die beiden Hauptgruppen, in die sich MRDBS unterteilen.
Der wichtigste Vorteil eines MRDBS ist die Möglichkeit zur bedarfsabhängigen Skalierung (z. B. das Hinzufügen weitere Rechnereinheiten, sollte eine höhere Leistung benötigt werden).
Hierdurch kann auch eine Erhöhung der möglichen Leistungskapazitäten gegenüber einem Einrechnersystem erzielt werden. Eine Ausnahme sind lediglich Probleme deren Bearbeitung nicht in einzelne Schritte zerlegt werden kann, die parallel abgearbeitet werden können. Es können zudem noch weitere Vorteile wie z. B. höhere Ausfallsicherheit (durch räumliche Verteilung der Einzelsysteme z. B. auf verschiedenen Kontinenten) erzielt werden. Weitere Unterscheidungen, Anforderungen und Vorteile werden in den Artikeln „Verteiltes Datenbankmanagementsystem“ und „Paralleles Datenbanksystem“ erläutert.

## (weitere) Klassifikationsmöglichkeiten von MRDBS
Thomas Kudraß: Taschenbuch Datenbanken (siehe Literaturangaben)
- Parallel, verteilt
- Integriert (virtuell, physisch), föderativ
- Workstations/Server-Architektur, Multi-Tier-Architektur, PDBS-Architektur (Parallel Database Shared Architecture)
- PDBS-Architektur: Shared Everything, Shared Noting, Shared Disk
- Räumliche Verteilung (ortsverteilt, lokal)
- Rechnerkopplung (enge, lose, nahe Kopplung)